# Campeonato Africano de Atletismo de 2016 - Revezamento 4x400 m masculino
A prova dos 4 x 400 metros estafetas masculino do Campeonato Africano de Atletismo de 2016 foi disputada no dia 26 de junho no Kings Park Stadium  em Durban,  na África do Sul. Participaram da prova 8 equipes sendo que todos concluíram a prova. 

## Recordes
Antes desta competição, os recordes mundiais e do campeonato nesta prova eram os seguintes:
|                       | Nome                                                                      | Nacionalidade  | Tempo     | Local     | Data                   |
| --------------------- | ------------------------------------------------------------------------- | -------------- | --------- | --------- | ---------------------- |
| Recorde mundial       | Nesta Carter, Andrew Valmon, Quincy Watts Butch Reynolds, Michael Johnson | Estados Unidos | 2m 54s 29 | Estugarda | 22 de agosto de 1993   |
| Recorde do campeonato | Julius Sang, Tito Sawe Alfred Nyambane, David Kitur                       | Quênia         | 3m 01s 86 | Cairo     | 18 de agosto de 1985   |
| Recorde africano      | Clement Chukwu, Jude Monye Sunday Bada, Enefiok Udo-Obong                 | Nigéria        | 2m 58s 68 | Sydney    | 30 de setembro de 2000 |

## Medalhistas
| Ouro                                                                                | Prata                                                                         | Bronze                                                                        |
| Botswana · Karabo Sibanda · Baboloki Thebe · Onkabetse Nkobolo · Leaname Maotoanong | Quênia · Boniface Mucheru · Alphas Kishoyian · Boniface Mweresa · Haron Koech | África do Sul · Jon Seeliger · Shaun de Jager · Ofentse Mogawane · LJ van Zyl |

## Cronograma
Todos os horários são locais (UTC+2). 
| Data        | Hora  | Evento |
| ----------- | ----- | ------ |
| 26 de junho | 18:40 | Final  |

## Resultado final
| Posição           | Nacionalidade | Atleta                                                                   | Tempo   | Notas            |
| ----------------- | ------------- | ------------------------------------------------------------------------ | ------- | ---------------- |
| Medalha de ouro   | Botswana      | Karabo Sibanda, Baboloki Thebe, Onkabetse Nkobolo, Leaname Maotoanong    | 3:02.20 |                  |
| Medalha de prata  | Quênia        | Boniface Mucheru, Alphas Kishoyian, Boniface Mweresa, Haron Koech        | 3:04.25 |                  |
| Medalha de bronze | África do Sul | Jon Seeliger, Shaun de Jager, Ofentse Mogawane, LJ van Zyl               | 3:04.73 |                  |
| 4                 | Argélia       | Hicham Laaredj, Skander Djamil Athmani, Fethi Benchaa, Soufiane Bouhadda | 3:07.32 |                  |
| 5                 | Essuatíni     | Mcebo Mkhaliphi, Manqoba Nyoni, Andile Lusenga, Louis Mashaba            | 3:12.64 | Recorde nacional |
| 6                 | Sudão         | Fathi Adam, Awad Makki, Mohamed Abdelazim Mohamed, Sadam Koumi           | 3:14.58 |                  |
| 7                 | Zimbabwe      | Gift Ngwenya, Nigel Tom, Nyasha Mutsetse, Connias Mudzingwa              | 3:14.81 |                  |
| 8                 | Sudão do Sul  | Mangar Chep, Gatkuoth Chol, Santino Kenyi, Stephen Ukele                 | 3:22.50 |                  |

Legenda
| Recorde mundial       | Recorde mundial (World record)               |                       | Recorde africano                      | Recorde africano (African) |                                           | Q | Classificado por posição (Qualified) |
| Recorde do campeonato | Recorde do campeonato (Championship record)  | Recorde da América    | Recorde da América (Americas)         | q                          | Classificado por melhor tempo (Qualified) |   |                                      |
| Melhor marca do ano   | Melhor marca do ano (World leading)          | Recorde asiático      | Recorde asiático (Asian)              | DNS                        | Não largou (Did not start)                |   |                                      |
| Recorde nacional      | Recorde nacional (National record)           | Recorde europeu       | Recorde europeu (European)            | DNF                        | Não terminou (Did not finish)             |   |                                      |
| Recorde pessoal       | Recorde pessoal do atleta (Personal best)    | Recorde da Oceania    | Recorde da Oceania (Oceania)          | DSQ / DQ                   | Desclassificado (Disqualified)            |   |                                      |
| Recorde da temporada  | Recorde da temporada do atleta (Season best) | Recorde sul-americano | Recorde sul-americano (South America) | NM                         | Sem marca (No mark)                       |   |                                      |